# Shaiom Jacob Abramowitsch
Shaiom Jacob Abramowitsch (Lituânia, 1836 -1917) foi um conhecido escritor russo e judeu.

## Obra
Fundador da moderna literatura iídiche com obras como Das Kleine Menshele (O Homenzinho, publicado em 1864) e Die Kly- atsche (A Velha Égua, publicado em 1878). Nos seus últimos anos escreveu em hebraico, tendo mesmo traduzido para esta língua algumas das obras que publicara em iídiche.